# Charles de Condamy
Charles César Fernand de Condamy (Gamaches, 27 juin 1847 - Nice, 3 mars 1913) est un peintre et aquarelliste français, spécialiste du genre animalier, notamment les chevaux et les scènes de chasse à courre.

## Biographie
Charles de Condamy est élève de Barrias. Il expose au Salon de 1878 à 1882. Il est apprécié d'une clientèle aristocratique européenne. Ses représentations de chiens, de chasses et de steeple chases sont souvent reprises dans des revues telles que Le Soleil du Dimanche et diffusées en gravures.
Il crée un équipage de chasse à courre en 1875, le Rallye Picardie, au château d'Avesnes (Avesnes-Chaussoy, Somme), qui chasse le lièvre puis le sanglier. Il est lieutenant de louveterie pour l'arrondissement d'Amiens.

## Quelques œuvres
- Cheval effrayé par des chiens (vente aux enchères, France, 2007)
- Attelage à deux (vente étude Beaussant-Lefevre, France, 2007)
- Chasse au sanglier, projet d'éventail, aquarelle et crayon, 30 × 69, ancienne collection Charlotte von Gladona (vente Christie's, Pays-Bas, 2005)
- Scène d'attelage (vente aux enchères, France, 2007)
- Les Trois amis, HST (cheval entouré de deux chiens de chasse, tous trois sortant la tête d'un box)
- Hallali courant, 1897 (vente aux enchères Neuilly-sur-Seine, 2004)
- Départ pour la chasse au renard, 1894 (vente aux enchères Vienne, 2009)
- Un jack russell avec une araignée, aquarelle, 15,9 × 12,1, (vente Christie's, New York, 2002)
- Départ d'un drag pour la chasse (vente aux enchères Paris, 2010)
- L'Amazone (vente aux enchères Deauville, 2011)